# Museo de la Sidra
El museo de la sidra de Asturias, inaugurado en 1996, es un museo que trata sobre la sidra asturiana y pertenece a la red de museos etnográficos de Asturias. Está situado en la localidad asturiana de Nava (España).

## El museo
El museo abarca todo el proceso de creación de la sidra, desde el cultivo de la manzana hasta el embotellado de la sidra, pasando por el prensado y el fermentado. De manera interactiva se muestra al visitante los diferentes procesos de elaboración entre los que destaca una máquina que con una manzana muestra todo el proceso hasta la salida de la sidra dulce o sidra del duernu.
Se tratan todos los aspectos que rodean el mundo de la sidra, desde el primer paso, la polinización y el desarrollo de los pomares (manzanos) y sus diversas variedades hasta su embotellado y puesto a la venta en los chigres y sidrerías. También se ve cómo es un llagar típico y como se trata la sidra actualmente, con métodos cuidados y rigurosos. 

## Información útil
- Horario de invierno

- martes a viernes: 11:00 a 14:00 y de 16:00 a 19:00 h.
- sábados: 11:00 a 15:00 h. y de 16:30 a 20:00 h.
- domingos: 11:00 a 14:00 h.

- Horario de verano (del 15 de junio al 15 de septiembre)

- martes: 12:00 a 14:00 y de 16:00 a 20:00 h.
- miércoles a sábado: 11:00 a 14:00 y de 16.00 a 20.00
- domingos: 12:00 h. a 14:00 h. y de 17:00 a 20:00 h.

En la última media hora anterior al cierre no se permite la entrada. En noviembre se cierra una semana por mantenimiento.
- Tarifas:

- adultos: 4€ /grupos (más de 25 personas): 3,5 €
- niños (6 a 16 años): 3€ /grupos (más de 25 personas): 2,5 €
- niños (3 a 5 años): 2€ /grupos (más de 25 personas): 1,5 €